# 清明時節愛上我
《清明時節愛上我》（實際原文劇名：他在清明來看我），為泰國LINE TV於2019年2月28日起播出的奇幻愛情電視劇，改編自Larza的原作小說，由Singto及Ohm主演。
此劇由GMMTV製作，在2018年11月GMMTV的「Wonder Th13teen」新劇集簡介活動上公開預告片。其後，此劇於2019年2月在LINE TV首播，同年4月終映。

## 劇情簡介
Mez是一個從來沒有親戚探訪，在1997年過世的孤單男鬼，只能坐著發呆或是睡覺，看著年復年清明節的到來。2008年，一個十歲的小男孩Than來到了Mez的墳場，看著他的墓沒人照顧，Than心中升起了同情心，把口袋裡的心形糖果拿出來想當供品。這糖果成為他與Mez之間交流的起點。這種奇怪的羈絆在Than的成長過程中持續著。在Than長大後，兩人再度重逢，並開展找尋Mez真正死因和兩人漸漸陷入愛河的故事。

## 演員陣容
註：括號內的演員姓名為小名。

### 主要人物
- 巴拉奇亞·魯洛（Singto）飾演 Mez Ongsigon Thanarungsiri

患有心臟病，在1997年時過世，曾以為自己是死於心臟病發，但由於此並非真正死因而一直未能投胎。自此一直以22歲的靈魂在人間繼續生活了二十年，在2008年時與Than首次相遇後開始了兩人的緣分。
- 帕瓦·吉沙晚迪（Ohm）飾演 Than Thunyakorn

納塔帕·寧吉拉瓦（Mac，童年）
比起讀書更喜愛運動的法律系學生，唯一能看得到Mez靈魂的男孩，自兒時起有陰陽眼技能。2008年，他與爸爸掃墓時看見了Mez沒人探訪的墳墓，自此起了憐憫和愛慕之心。在成年後，他將Mez帶回宿舍同居，並開始為Mez找尋身份和死亡真相。

### Than的朋友和家人
- 瓦奇拉維·讓維瓦（Chimon）飾演 Prin

Than和Khiaokhem的朋友，一直暗戀Praifah但不敢表露出來。
- 哈里·奇瓦加隆（Ssing）飾演 Golf（Khiaokhem）

Than和Prin的朋友，在結尾突然擁有陰陽眼技能，能看見墳場裏的鬼魂。
- 莎若查·布琳（Gigie）飾演 Praifah Thanarungsiri

與Than、Prin和Golf一起玩的女生，單戀Than，在得知Than是同性戀後結束單戀他的心意，並發現一直守護在她身邊的Prin。
- 茵地拉·謝倫寶娜（英语：Intira Jaroenpura）（Sai）飾演 Kwan

Than的媽媽。

### Mez的鬼魂朋友
- Suthathip Wuttichaipradit（Ampere）飾演 A-ngun

Mez的女性鬼魂朋友。
- 彩拿甘·阿旁蘇提南（Gunsmile）飾演 Jeng

Mez的男性鬼魂朋友。

### Mez的家人
- 蘇查奧·彭威萊

Praifah的外公，Mez的叔叔。
- Amata Piyawanit 飾演 Nong

Praifah家的管家，在20年前負責照顧Mez的起居生活。

### 其他人物
- 西瓦科恩·勒爾科喬特（Guy）飾演 Shin

單戀Praifah的有錢學長。
- 查亞功·朱塔瑪斯（JJ） 飾演 JJ

法律系籃球隊隊員。
- 查亞彭·朱塔瑪斯（AJ） 飾演 AJ

法律系籃球隊隊員。

## 外部連結
- GMMTV官方網站 （页面存档备份，存于）（泰文）
- MyDramaList 劇集介紹及劇評 （页面存档备份，存于）（英文）
- 豆瓣电影上《清明時節愛上我》的資料 （简体中文） （页面存档备份，存于）（中文）